# Hořovice
Hořovice è una città della Repubblica Ceca facente parte del distretto di Beroun, in Boemia Centrale.

## Geografia
La città si trova a circa 50 chilometri a sud-est di Praga, alle pendici dalla piccola catena montuosa denominata Brdy. Hořovice è attraversata dal fiume Litavka, che nasce proprio in questi monti. La Litavka è un affluente della Berounka.
La città è un importante snodo ferroviario a livello locale e si trova a pochi chilometri dall'autostrada che collega Praga alla Germania. Per questo motivo è stata scelta come sede operativa da diverse imprese logistiche e dall'azienda Saint-Gobain Sekurit.

## Monumenti della città

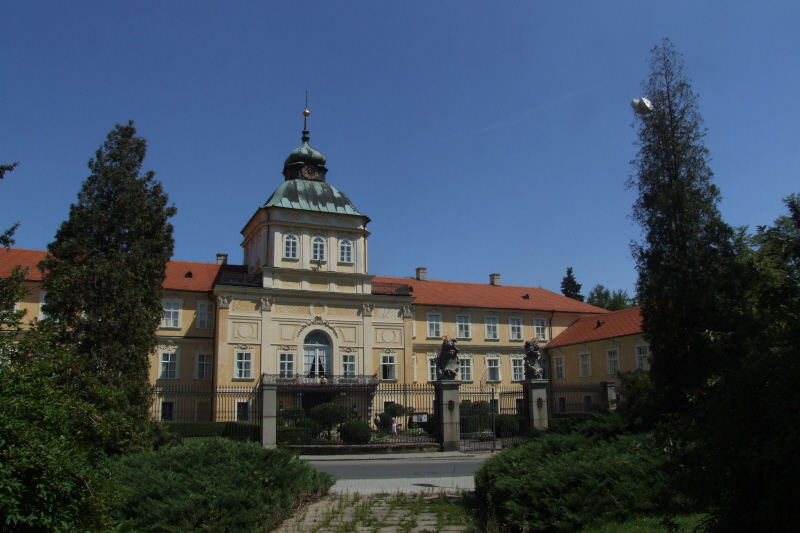
Facciata anteriore del Castello Nuovo

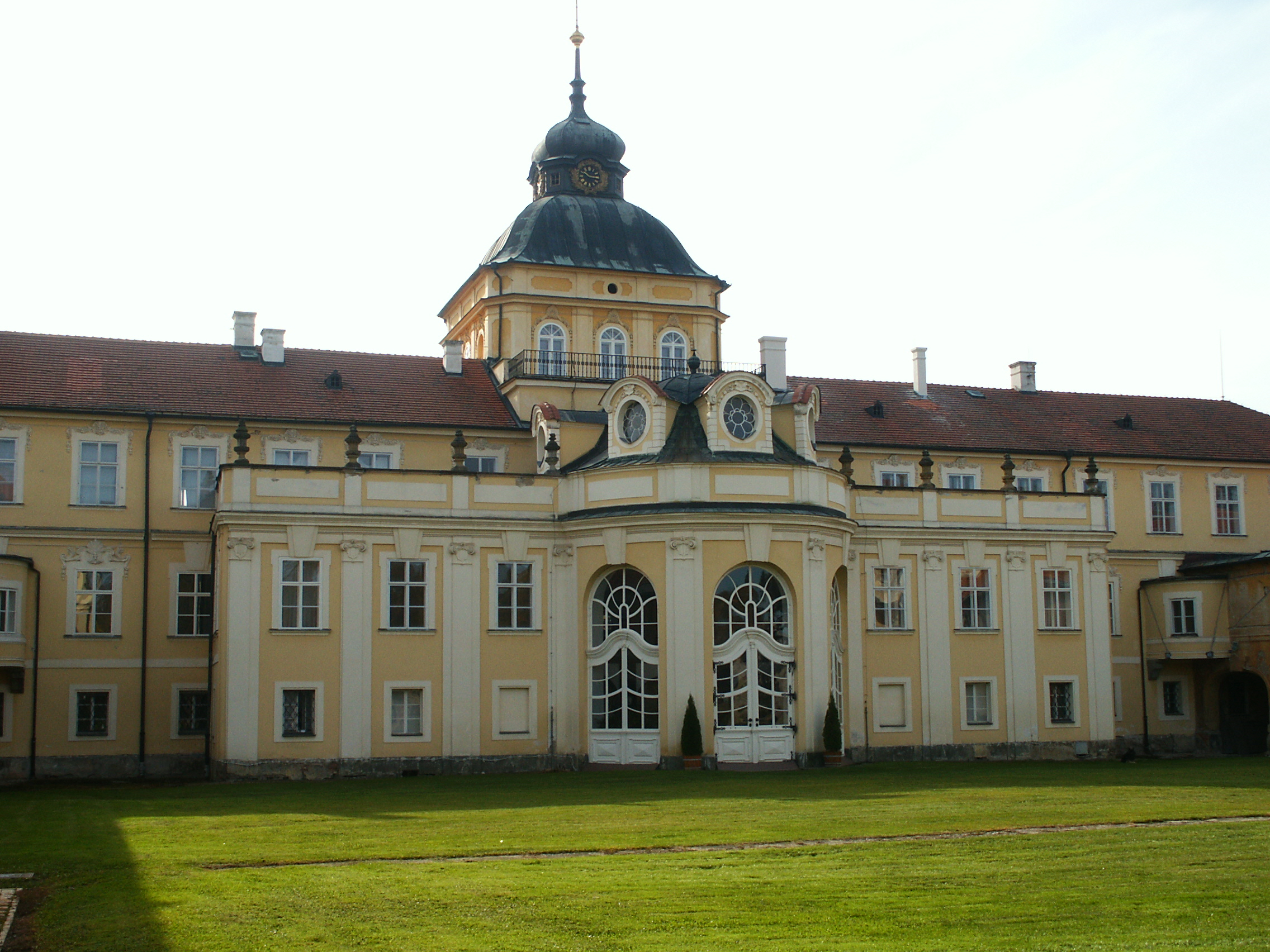
Fronte posteriore del Castello Nuovo, verso i giardini

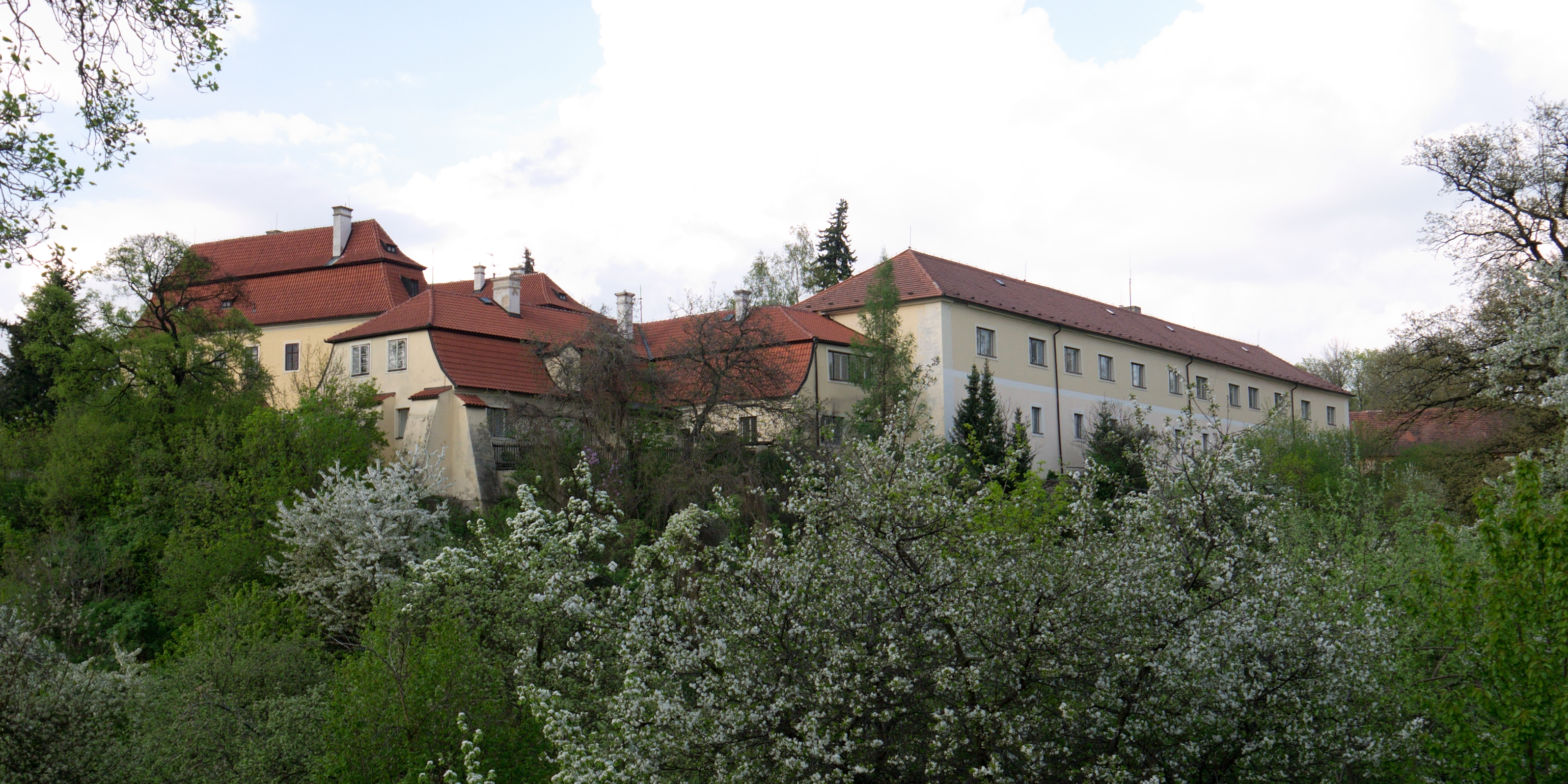
Il Castello Vecchio

- Castello Nuovo (Nový zámek), complesso barocco del XVII-XVIII secolo.
- Castello Vecchio (Starý zámek), costruito nel XV secolo a partire da una rocca di circa due secoli anteriore.
- Chiesa di Sant'Egidio abate (Svatý Jiljí)
- Chiesa della Santissima Trinità (Nejsvětější Trojice)
- Chiesa della Beata Vergine Maria di Loreto (Panny Marie Loretánské)
- Palazzo del Municipio (Radnice)

### Il "Castello Nuovo" di Hořovice
Il principale monumento della città è il castello Nový zámek, in stile barocco, risalente al XVII secolo e ampliato nel 1737. Il castello, con i suoi giardini, è tutelato in quanto considerato patrimonio architettonico nazionale della Repubblica Ceca.
Negli interni del primo piano è stata allestita un'esposizione permanente di giocattoli antichi, con una collezione di carillon antichi provenienti dal Museo Nazionale di Praga.
Negli interni di rappresentanza si segnala la "Sala Slavík".